# Streptanus confinis
Streptanus confinis är en insektsart som beskrevs av Reuter 1880. Streptanus confinis ingår i släktet Streptanus och familjen dvärgstritar. Arten är reproducerande i Sverige. Inga underarter finns listade i Catalogue of Life.